# A la vuelta de la esquina
Around the Bend (En España: A la vuelta de la esquina) es una road movie y comedia dramática de 2004 escrita y dirigida por Jordan Roberts. La película es inspirada en la relación entre Roberts y el padre ausente que él apenas conocía.

## Sinopsis
"Around The Bend" cuenta la historia de cuatro generaciones de hombres de la familia Lair. Jason (Josh Lucas), Zach (Jonah Bobo), Henry (Michael Caine) y Turner (Christopher Walken) quienes luego de mucho tiempo y debido a circunstancias inesperadas se encuentran reunidos con la única finalidad de descubrir la verdad escondida en el pasado de la familia.
Para Jason su más importante deseo de tener una vida normal se le ha ido escapando de los dedos. Lo mismo que su esposa que ha decidido irse al Nepal para dedicarse a la pintura y lo ha dejado al cuidado de su pequeño hijo de cuatro años Zach.
Adicionalmente, Jason tendrá que lidiar con las ocurrencias de su abuelo Henry, un arqueólogo jubilado que está a punto de morir y se encuentra en la búsqueda del mejor y más adecuado ritual para su funeral, pues se rehúsa a ser enterrado.
Y para más colmo, Turner, padre de Jason, aparece nuevamente en su vida después de años de ausencia y ya nada será lo mismo, pues en el transcurso de esta aventura los viajeros no solo se encontrarán con la belleza del desierto, sino también con los secretos y verdades ocultos en el pasado familiar.

## Reparto
| Actor              | Personaje   |
| ------------------ | ----------- |
| Michael Caine      | Henry Lair  |
| Jonah Bobo         | Zach Lair   |
| Josh Lucas         | Jason Lair  |
| Glenne Headly      | Katrina     |
| Christopher Walken | Turner Lair |

## Premios
- San Diego Film Festival - Mejor película (2004)tien
- Montreal Word Film Festival - (2004)